# トニー・ソレイタ
トリア・ソレイタ（Tolia "Tony" Solaita , 1947年1月15日 - 1990年2月10日）は、アメリカ領サモア出身の元プロ野球選手（一塁手、外野手、指名打者）。通称：「サモアの怪人」。2022年時点で唯一のアメリカ領サモア出身のメジャーリーガー。
過去の選手名鑑などの書物には、サモア独立国やソロモン諸島の出身とする誤りの記述もある。

## 経歴

### 幼少期～メジャーリーグ時代
9歳の時に軍人であった父の仕事の事情により、サモアからアメリカ合衆国のハワイ諸島に移る。
1965年にニューヨーク・ヤンキースと契約。1968年9月16日にメジャー初昇格。1試合のみの出場だったがアメリカ領サモア出身として初のメジャーリーガーとなった。
その後は1974年までマイナーリーグ生活を送ったが、カンザスシティ・ロイヤルズでメジャー再昇格を果たす。その後は、カリフォルニア・エンゼルス、モントリオール・エクスポズ、トロント・ブルージェイズと渡り歩いた。

### 日本での活躍
1980年に来日し、日本ハムファイターズに入団。主に指名打者として活躍。来日1年目は5番を打ち、打率は.239と低迷するものの45本塁打を放ち、数々の日本記録を残した。大阪スタヂアムでの対南海ホークス3回戦（ダブルヘッダー第2試合）の1回、佐々木宏一郎から3号3点本塁打を左中間に放つと、3回にも同投手から中堅へソロ、5回には三浦政基からまた左中間に3点本塁打、8回藤田学のストレートを右翼席にライナーで入る6号本塁打を放った。6回に死球があったものの、4打数連続本塁打はパ・リーグ新記録。1試合での4打数連続は読売ジャイアンツの王貞治が1964年に記録して以来、16年ぶりの日本プロ野球界タイ記録。この日を境に「打てないポンコツ外国人」から「サモアの怪人」に変身した。ソレイタは「1試合3本はメジャーでも打ったことがあるが、4本は初めてだ。今まで沈む球を強引に引っ張りすぎて失敗していたからね。なので、今日はセンター方向に打ち返すようにしたんだ。」と得意げに話した。9月4日、日生球場での対近鉄バファローズ後期11回戦の9回に柳田豊から32号ソロを放つと、翌日には西武球場での対西武ライオンズ後期7回戦で第1打席から3連発。2日がかりの4打席連続本塁打でシーズン2回の日本新記録を樹立、そのうち2本は森繁和から打っていた。記録に関してアドバイスをくれたのはメジャー時代からの友人でもある近鉄のチャーリー・マニエルだった。しかし、5打席連続本塁打の新記録の期待がかかった時、マウンドにはソレイタが苦手としていた永射保が出てきてしまい、永射はソレイタに対してはど真ん中のまっすぐばかりを投じていたにもかかわらず、ソレイタは涙目になって目をつぶってしまいあえなく三球三振に終わり新記録達成とはならなかった。一方、打てない時は大沢啓二監督が「あれだけ当たらんもんかな。見ているほうが疲れるわ」とぼやくほどとことん打てず、7月4日のロッテオリオンズ戦（川崎球場）で、いきなりプロ野球記録に並ぶ1試合5三振を喫したこともあった。3点本塁打が多かったことから「ミスター3ラン」とも呼ばれている。
翌1981年には4番を打ち、打率.300、44本塁打、108打点という素晴らしい成績を残し、本塁打王と打点王の二冠に輝き、同期入団のトミー・クルーズと共に日本ハムの19年ぶりとなるリーグ優勝の立役者となった。巨人との日本シリーズでは第1戦で1回裏に江川卓からソロ本塁打、第2戦1回裏に西本聖からソロ本塁打と2試合連続で本塁打を打ったが、第4戦以降は無安打に終わり、2勝4敗で日本シリーズ敗退。しかし、MVPは、3勝6敗25S防2.85の江夏豊、.310・16本・81打点の柏原純一に次いで3位という結果であった。「ソレイタが日本人だったらMVPだっただろう」と言われていた。
1982年には指名打者部門のベストナインを受賞、1983年まで4年連続30本塁打以上を記録。1983年限りで退団して現役を引退。

### 引退後
故郷のサモアへ帰ると公務員となり第2の人生をスタートさせる一方、熱心な野球への支援をし数多くの後輩を育てていた。

### 銃殺
1990年2月10日、土地取引のトラブルに巻き込まれ、路上で住民の手により銃で射殺された。43歳没。

## エピソード
- 上記のように、現役時代は永射を苦手としており、ピンチの場面ではソレイタの前の打者（主に柏原）がたびたび敬遠によって勝負を避けられ、ソレイタが抑えられることが多かったが、1981年7月19日の平和台野球場では柏原が永射の敬遠球を本塁打にしたことがあった。柏原は広く開いた三遊間を狙い、バットをできる限り長く持った上で、バットが届く範囲にボールが来れば打ちに行くつもりで臨んだという。その結果バットの真芯に当たり本塁打となった。だが、そのあとのソレイタは三振に抑えられてしまった（通算成績は43打数5安打の打率.116、0本塁打4打点）。
- 飛行機が大の苦手で搭乗中は目を瞑るほどであったが、新幹線は大好きであった[1]。
- ホームラン賞などの受け取った賞品は世話になった人に惜しげも無く渡し、日本語も積極的に覚えた[1]。
- 1980年のオールスターゲームにファン投票で一塁手部門で票数が1位になり、加藤英司（阪急ブレーブス）を上回っていたものの、当時の既定により、外国人枠がファン投票を含め、2人までに制限されており、同じくファン投票で選出されたレロン・リー（ロッテオリオンズ）、ボビー・マルカーノ（阪急ブレーブス）の票数を下回ったため、落選扱いとなり、次点の加藤がファン投票で選出された（現在は、外国人選手枠はあるものの、ファン投票での選出は上限を設けられていない）。

## 詳細情報

### 年度別打撃成績
| 年 度    | 球 団    | 試 合 | 打 席 | 打 数 | 得 点 | 安 打 | 二 塁 打 | 三 塁 打 | 本 塁 打 | 塁 打 | 打 点 | 盗 塁 | 盗 塁 死 | 犠 打 | 犠 飛 | 四 球 | 敬 遠 | 死 球 | 三 振 | 併 殺 打 | 打 率 | 出 塁 率 | 長 打 率 | O P S |
| -------- | -------- | ----- | ----- | ----- | ----- | ----- | -------- | -------- | -------- | ----- | ----- | ----- | -------- | ----- | ----- | ----- | ----- | ----- | ----- | -------- | ----- | -------- | -------- | ----- |
| 1968     | NYY      | 1     | 1     | 1     | 0     | 0     | 0        | 0        | 0        | 0     | 0     | 0     | 0        | 0     | 0     | 0     | 0     | 0     | 1     | 0        | .000  | .000     | .000     | .000  |
| 1974     | KC       | 96    | 279   | 239   | 31    | 64    | 12       | 0        | 7        | 97    | 30    | 0     | 3        | 0     | 2     | 35    | 5     | 1     | 70    | 2        | .268  | .361     | .406     | .767  |
| 1975     | KC       | 93    | 275   | 231   | 35    | 60    | 11       | 0        | 16       | 119   | 44    | 0     | 1        | 1     | 2     | 39    | 2     | 2     | 79    | 6        | .260  | .369     | .515     | .884  |
| 1976     | KC       | 31    | 77    | 68    | 4     | 16    | 4        | 0        | 0        | 20    | 9     | 0     | 0        | 0     | 3     | 6     | 0     | 0     | 17    | 0        | .235  | .286     | .294     | .580  |
| 1976     | CAL      | 63    | 252   | 215   | 25    | 58    | 9        | 0        | 9        | 94    | 33    | 1     | 1        | 1     | 2     | 34    | 3     | 0     | 44    | 4        | .270  | .367     | .437     | .804  |
| '76計    | CAL      | 94    | 329   | 283   | 29    | 74    | 13       | 0        | 9        | 114   | 42    | 1     | 1        | 1     | 5     | 40    | 3     | 0     | 61    | 4        | .261  | .348     | .403     | .750  |
| 1977     | CAL      | 116   | 386   | 324   | 40    | 78    | 15       | 0        | 14       | 135   | 53    | 1     | 3        | 2     | 4     | 56    | 6     | 0     | 77    | 6        | .241  | .349     | .417     | .766  |
| 1978     | CAL      | 60    | 110   | 94    | 10    | 21    | 3        | 0        | 1        | 27    | 14    | 0     | 0        | 0     | 0     | 16    | 3     | 0     | 25    | 2        | .223  | .336     | .287     | .624  |
| 1979     | MON      | 29    | 53    | 42    | 5     | 12    | 4        | 0        | 1        | 19    | 7     | 0     | 0        | 0     | 0     | 11    | 0     | 0     | 16    | 0        | .286  | .434     | .452     | .886  |
| 1979     | TOR      | 36    | 121   | 102   | 14    | 27    | 8        | 1        | 2        | 43    | 13    | 0     | 0        | 0     | 2     | 17    | 0     | 0     | 16    | 2        | .265  | .364     | .422     | .785  |
| '79計    | TOR      | 65    | 174   | 144   | 19    | 39    | 12       | 1        | 3        | 62    | 20    | 0     | 0        | 0     | 2     | 28    | 0     | 0     | 32    | 2        | .271  | .385     | .431     | .816  |
| 1980     | 日本ハム | 125   | 524   | 447   | 62    | 107   | 9        | 0        | 45       | 251   | 95    | 0     | 1        | 0     | 3     | 68    | 3     | 6     | 121   | 7        | .239  | .345     | .562     | .907  |
| 1981     | 日本ハム | 128   | 545   | 454   | 86    | 136   | 23       | 1        | 44       | 293   | 108   | 0     | 2        | 0     | 3     | 81    | 13    | 6     | 102   | 14       | .300  | .410     | .645     | 1.055 |
| 1982     | 日本ハム | 130   | 527   | 449   | 65    | 126   | 22       | 1        | 30       | 240   | 84    | 2     | 2        | 0     | 5     | 71    | 8     | 2     | 77    | 6        | .281  | .378     | .535     | .912  |
| 1983     | 日本ハム | 127   | 516   | 436   | 64    | 110   | 16       | 1        | 36       | 236   | 84    | 0     | 2        | 0     | 6     | 72    | 8     | 2     | 71    | 14       | .252  | .357     | .541     | .898  |
| MLB：7年 | MLB：7年 | 525   | 1554  | 1316  | 164   | 336   | 66       | 1        | 50       | 554   | 203   | 2     | 8        | 4     | 15    | 214   | 18    | 3     | 345   | 22       | .255  | .357     | .421     | .778  |
| NPB：4年 | NPB：4年 | 510   | 2112  | 1786  | 277   | 479   | 70       | 3        | 155      | 1020  | 371   | 2     | 7        | 0     | 17    | 292   | 32    | 16    | 371   | 41       | .268  | .373     | .571     | .944  |

- 各年度の太字はリーグ最高

### 年度別守備成績
一塁守備
| 年 度 | 球 団    | 一塁（1B） | 一塁（1B） | 一塁（1B） | 一塁（1B） | 一塁（1B） | 一塁（1B） |
| 年 度 | 球 団    | 試 合      | 刺 殺      | 補 殺      | 失 策      | 併 殺      | 守 備 率   |
| ----- | -------- | ---------- | ---------- | ---------- | ---------- | ---------- | ---------- |
| 1968  | NYY      | 1          | 5          | 0          | 0          | 1          | 1.000      |
| 1974  | KC       | 65         | 508        | 40         | 5          | 36         | .991       |
| 1975  | KC       | 35         | 282        | 28         | 2          | 24         | .994       |
| 1976  | KC       | 5          | 34         | 3          | 1          | 1          | .974       |
| 1976  | CAL      | 54         | 451        | 54         | 1          | 32         | .998       |
| '76計 | CAL      | 59         | 485        | 57         | 2          | 33         | .996       |
| 1977  | CAL      | 91         | 641        | 57         | 7          | 50         | .990       |
| 1978  | CAL      | 11         | 85         | 7          | 0          | 7          | 1.000      |
| 1979  | MON      | 13         | 83         | 6          | 1          | 7          | .989       |
| 1979  | TOR      | 6          | 39         | 4          | 0          | 8          | 1.000      |
| '79計 | TOR      | 19         | 122        | 10         | 1          | 15         | .992       |
| 1980  | 日本ハム | 62         | 542        | 44         | 2          | 38         | .997       |
| 1981  | 日本ハム | 8          | 68         | 6          | 1          | 5          | .987       |
| 1983  | 日本ハム | 7          | 52         | 3          | 1          | 3          | .982       |
| MLB   | MLB      | 281        | 2128       | 199        | 17         | 166        | .993       |
| NPB   | NPB      | 77         | 662        | 53         | 4          | 46         | .994       |

外野守備
| 年 度 | 球 団    | 外野（OF） | 外野（OF） | 外野（OF） | 外野（OF） | 外野（OF） | 外野（OF） |
| 年 度 | 球 団    | 試 合      | 刺 殺      | 補 殺      | 失 策      | 併 殺      | 守 備 率   |
| ----- | -------- | ---------- | ---------- | ---------- | ---------- | ---------- | ---------- |
| 1974  | KC       | 1          | 0          | 0          | 0          | 0          | ----       |
| 1980  | 日本ハム | 9          | 11         | 1          | 0          | 0          | 1.000      |
| 1981  | 日本ハム | 1          | 0          | 0          | 0          | 0          | ----       |
| 1982  | 日本ハム | 1          | 0          | 0          | 0          | 0          | ----       |
| 1983  | 日本ハム | 1          | 1          | 0          | 0          | 0          | ----       |
| MLB   | MLB      | 1          | 0          | 0          | 0          | 0          | ----       |
| NPB   | NPB      | 12         | 12         | 1          | 0          | 0          | 1.000      |

### タイトル
NPB
- 本塁打王：1回（1981年）
- 打点王：1回（1981年）
- 最多勝利打点：1回（1981年）

### 表彰
NPB
- ベストナイン：1回（指名打者部門：1982年）

### 記録

#### NPB
初記録
- 初出場・初先発出場：1980年4月5日、対西武ライオンズ前期1回戦（後楽園球場）、5番・指名打者として先発出場
- 初安打：1980年4月6日、対西武ライオンズ前期2回戦（後楽園球場）、7回裏に松沼博久から
- 初打点：1980年4月8日、対阪急ブレーブス前期1回戦（阪急西宮球場）、1回表に佐藤義則から左犠飛
- 初本塁打：同上、2回表に山下浩二から右中間越2ラン

節目の記録
- 100本塁打：1982年6月6日、対阪急ブレーブス前期9回戦（後楽園球場）、4回裏に山沖之彦から3ラン ※史上121人目
- 150本塁打：1983年9月23日、対ロッテオリオンズ21回戦（川崎球場）、2回表に仁科時成からソロ ※史上72人目

その他の記録
- 4打席連続本塁打：1980年9月4日、対近鉄バファローズ後期11回戦（日生球場）・翌5日、対西武ライオンズ後期7回戦（西武ライオンズ球場）※史上8人目、歴代2位タイ[3]
- 4打数連続本塁打：2回 ※史上10人目、歴代2位タイ、2回記録したのは史上唯一[3]
  - 1回目：1980年4月20日、対南海ホークス前期3回戦（大阪スタヂアム）
  - 2回目：上記の4打席連続本塁打を参照
- 1試合4本塁打：4打数連続本塁打の1回目を参照 ※パ・リーグ史上初（王貞治以来）
- 1試合5三振：1980年7月4日、対ロッテオリオンズ後期1回戦（川崎球場） ※史上2人目
- オールスターゲーム出場：1回（1981年）

### 背番号
- 51（1968年）
- 8（1974年 - 1976年途中）
- 27（1976年途中 - 1978年、1979年途中 - 同年終了）
- 25（1979年 - 同年途中）
- 39（1980年 - 1983年）